# Кріогенне паливо
Кріогенне паливо — це паливо, яке вимагає зберігання при надзвичайно низьких температурах, щоб підтримувати його в рідкому стані. Це паливо використовується в техніці, яка працює в космосі (наприклад, ракетах і супутниках), де звичайне паливо не може використовуватися через дуже низькі температури, які часто зустрічаються в космосі, і відсутність середовища, яке підтримує горіння (на Землі кисень у великій кількості). в атмосфері, тоді як досліджуваний людиною космос — це вакуум, де кисню практично немає). Кріогенне паливо найчастіше являє собою зріджені гази, як-от рідкий водень.
Деякі ракетні двигуни використовують регенеративне охолодження, практику циркуляції кріогенного палива навколо сопел перед закачуванням палива в камеру згоряння та запалюванням. Таку схему вперше запропонував Ойген Зенгер у 1940-х роках. Усі двигуни ракети Saturn V, яка відправляла перші місії з екіпажем на Місяць, використовували цей елемент конструкції, який досі використовується для двигунів на рідкому паливі.
Досить часто рідкий кисень помилково називають кріогенним паливом, хоча насправді він є окислювачем, а не паливом.  Паливо — це будь-який матеріал, який можна змусити реагувати з іншими речовинами, щоб вивільнити енергію як теплову енергію або використовувати для роботи. Кисень відповідає цьому визначенню, але через його всюдисущість і відсутність необхідності возити його (для більшості застосувань), його все ще називають окислювачем.
Російський авіабудівник Туполєв розробив версію свого популярного Ту-154, але з кріогенною паливною системою, яка отримала назву Ту-155. Його перший політ здійснив у 1989 році, використовуючи паливо під назвою скраплений природний газ (СПГ).

## Операція
Кріогенне паливо можна розділити на дві категорії: інертне та легкозаймисте або горюче. Обидва типи використовують велике співвідношення рідини до газу, яке виникає, коли рідина переходить у газову фазу. Доцільність кріогенного палива пов'язана з так званою високою масовою витратою. За допомогою регулювання енергія високої щільності кріогенного палива використовується для створення тяги в ракетах і контрольованого споживання палива. У наступних розділах надається додаткова інформація.

## Згоряння двигуна
Горюче кріогенне паливо пропонує набагато більше корисності, ніж більшість інертних палив. Скраплений природний газ, як і будь-яке інше паливо, буде горіти, лише якщо належним чином змішати його з необхідною кількістю повітря. Що стосується СПГ, основна більшість ефективності залежить від метанового числа, яке є газовим еквівалентом октанового числа. Це визначається на основі вмісту метану в зрідженому паливі та будь-якому іншому розчиненому газі та змінюється в результаті експериментальних показників ефективності. Максимальне підвищення ефективності двигунів внутрішнього згоряння буде результатом визначення правильного співвідношення палива та повітря та використання інших вуглеводнів для додаткового оптимального згоряння.

## Ефективність виробництва
Процеси зрідження газу вдосконалювалися протягом останніх десятиліть із появою кращого обладнання та контролю втрат тепла в системі. Типові методи використовують переваги температури газу, що різко охолоджується, коли вивільняється контрольований тиск газу. Достатнє підвищення тиску, а потім наступне зниження тиску може призвести до зрідження більшості газів, як прикладом є ефект Джоуля — Томсона.

### Зріджений газ
Хоча скраплення природного газу для зберігання, транспортування та використання є економічно ефективним, під час процесу витрачається приблизно від 10 до 15 відсотків газу. Оптимальний процес містить чотири стадії охолодження пропаном і дві стадії охолодження етиленом. Можна додати додатковий ступінь холодоагенту, але додаткові витрати на обладнання економічно не виправдані.  Ефективність можна пов'язати з каскадними процесами чистих компонентів, які мінімізують загальну різницю температур від джерела до поглинача, пов'язану з конденсацією холодоагенту. Оптимізований процес включає оптимізоване відновлення тепла разом із використанням чистих холодоагентів. Усі розробники процесів заводів зрідження, які використовують перевірені технології, стикаються з тим самим завданням: ефективно охолоджувати та конденсувати суміш чистим холодоагентом. В оптимізованому каскадному процесі суміш, що охолоджується та конденсується, є вихідним газом. У процесах зі змішаним холодоагентом пропану дві суміші, які вимагають охолодження та конденсації, — це вихідний газ і змішаний холодоагент. Основне джерело неефективності полягає в теплообмінній лінії під час процесу зрідження.

## Переваги та недоліки

### Переваги
- Кріогенне паливо екологічно чистіше, ніж бензин або викопне паливо. Серед іншого, кількість парникових газів потенційно можна знизити на 11–20 %, використовуючи СПГ, а не бензин під час транспортування вантажів[6].
- Поряд зі своєю екологічною природою вони мають потенціал для значного зниження витрат на транспортування внутрішніх продуктів через їх велику кількість порівняно з викопним паливом[6].
- Кріогенне паливо має вищу масову швидкість потоку, ніж викопне паливо, і тому виробляє більшу тягу та потужність при спалюванні для використання у двигуні. Це означає, що двигуни працюватимуть далі, використовуючи менше палива, ніж сучасні газові двигуни[7].
- Кріогенне паливо не забруднює довкілля, тому в разі розливу воно не становить небезпеки для навколишнього середовища. Не потрібно буде прибирати небезпечні відходи після розливу[8].

### Потенційні недоліки
- Деякі види кріогенного палива, наприклад СПГ, є природними горючими. Займання розливу палива може призвести до сильного вибуху. Це можливо у разі аварії автомобіля з двигуном на СПГ[8].
- Кріогенні резервуари для зберігання повинні бути здатні витримувати високий тиск. Паливні баки високого тиску вимагають товстіших стінок і міцніших сплавів, що робить баки транспортних засобів важчими, тим самим знижуючи продуктивність.
- Незважаючи на нетоксичні тенденції, кріогенне паливо щільніше повітря. Таким чином, вони можуть призвести до асфіксії. У разі витоку рідина закипить у дуже щільний холодний газ, і вдихання може призвести до летального результату[9].